# Boogie Oogie
Boogie Oogie est une telenovela brésilienne diffusée entre le 4 août 2014 et le 6 mars 2015 sur Rede Globo

## Acteurs et personnages
| Acteur/Actrice       | Personnage                                          |
| -------------------- | --------------------------------------------------- |
| Ísis Valverde        | Sandra Veiga Azevedo Fraga / Sandra Miranda Romão   |
| Bianca Bin           | Vitória Miranda Romão / Vitória Veiga Azevedo Fraga |
| Marco Pigossi        | Rafael Castro Silva                                 |
| Giulia Gam           | Carlota Veiga Azevedo Fraga                         |
| Marco Ricca          | Fernando Veiga Azevedo Fraga                        |
| Alessandra Negrini   | Susana Bueno                                        |
| Deborah Secco        | Inês Navarrete Santos                               |
| Heloísa Périssé      | Beatriz Miranda Romão                               |
| Daniel Dantas        | Elísio Miranda Romão                                |
| Fabíula Nascimento   | Cristina                                            |
| José Loreto          | Pedro Oliveira                                      |
| Betty Faria          | Madalena Veiga Azevedo Fraga                        |
| Pepita Rodrigues     | Ágata (Corvo)                                       |
| Giovanna Rispoli     | Claudia Miranda Romão                               |
| Fabrício Boliveira   | Tadeu Marques dos Santos                            |
| Letícia Spiller      | Gilda Antunes                                       |
| Guilherme Fontes     | Mário Silva                                         |
| Caco Ciocler         | Paulo Fonseca                                       |
| Rodrigo Simas        | Roberto Veiga Azevedo Fraga (Beto)                  |
| Alice Wegmann        | Daniele Veiga Azevedo Fraga                         |
| Priscila Fantin      | Solange                                             |
| Bruno Garcia         | Ricardo Veiga Azevedo Fraga                         |
| Alexandra Richter    | Luisa Veiga Azevedo Fraga                           |
| Osvaldo Mil          | Homero Sampaio                                      |
| Francisco Cuoco      | Vicente Santos                                      |
| Sandra Corveloni     | Augusta Oliveira                                    |
| Thaís de Campos      | Célia Dias                                          |
| Gustavo Trestini     | Artur dos Santos                                    |
| Rita Elmôr           | Leonor Mascarenhas D'Andrea                         |
| Aline Xavier         | Ivete de Souza                                      |
| Maria João Bastos    | Diana                                               |
| Zezé Motta           | Sebastiana Marques                                  |
| José Victor Pires    | Otávio Miranda Romão                                |
| Julia Dalavia        | Alessandra Dias dos Santos                          |
| João Vithor Oliveira | Sergio Castro Silva (Serginho)                      |
| Brenno Leone         | Rodrigo Antunes                                     |
| Ana Rosa             | Zuleica                                             |
| Cacá Amaral          | Gilson                                              |
| Caio Manhente        | Filipe Veiga Azevedo Fraga                          |
| Marizabel Pacheco    | Leda                                                |
| Eduardo Gaspar       | Adriano                                             |
| Julia Oristanio      | Priscila                                            |
| Luis Navarro         | Cleiton                                             |
| Renata Ricci         | Vivian                                              |
| Lyv Ziese            | Magali                                              |
| Pedro Pauleey        | Sauro                                               |
| Dja Marthins         | Geralda                                             |
| Eunice Braulio       | Stela                                               |
| Eddy Guaratiba       | Eduardo                                             |
| Eliana Mey Su        | Yumi                                                |

### Participations spéciales
| Acteur/Actrice    | Personnage                          |
| ----------------- | ----------------------------------- |
| Joana Fomm        | Odete Dias                          |
| Fernando Belo     | Alexandre Oliveira (Alex)           |
| Christiana Guinle | Márcia Campos                       |
| Junno Andrade     | Amaury Sampaio                      |
| Thati Lopes       | Jussara                             |
| Laura Cardoso     | Lúcia Silva                         |
| Claudia Assunção  | Júlia Vilar                         |
| Luís Carlos Miele | Carlos                              |
| Lionel Fischer    | Curi                                |
| Márcio Rosário    | Jeferson                            |
| Giselle Batista   | Glória                              |
| Gabriella Vergani | Carlota Veiga Azevedo Fraga (jeune) |
| Nicola Lama       | Giovanni Bastos                     |
| Marcelo Aquino    | Saldanha                            |
| Mario Hermeto     | Wilson                              |
| Élcio Romar       | Gustavo Mendes                      |
| Cristina Amadeo   | Ana                                 |
| Antonia Frering   | Carmen Mayrink Veiga                |

## Diffusion
- Rede Globo (2014-2015)
- Globo Portugal (2015)
- Canal 13 (2016)
- Teletica (2016)
- Caracol Televisión (2016)
- Telenovela (2016)
- Teledoce (2016)